# Burg Hardenstein
De Burg Hardenstein is een kasteelruïne in het stadsdeel Herbede van de Duitse stad Witten. Oorspronkelijk lag het kasteel direct aan de Ruhr, maar sinds 1874 wordt het door een inmiddels niet meer in gebruik zijnd stuk van de Ruhrtalbahn van de rivier gescheiden. Hoewel het kasteel al lange tijd een "burcht" genoemd wordt, lag het niet strategisch en werd het vooral gebruikt als woonhuis.

## Beschrijving
Het kasteel, dat uit de 14e en 15e eeuw stamt, ligt aan de Ruhr, in de opening van een zijdal. Het is opgetrokken uit zandsteen uit de directe omgeving. Van het hoofdgebouw, dat 27 bij 16,30 meter groot is, zijn enkele muren en twee ronde hoektorens gedeeltelijk bewaard gebleven. Van de voorburcht in het oosten resteert alleen de buitenmuur. De waterput in het midden van de voorburcht dateert uit de negentiende eeuw en werd aangelegd om het vee, dat door de aanleg van de Ruhrtalbahn niet meer bij de rivier kon komen, van drinkwater te voorzien.
In de omgeving van het kasteel ligt veel steenkool dicht bij de oppervlakte. Dit heeft er voor gezorgd dat al sinds de middeleeuwen mijnbouw plaatsvond, zoals later in het hele Ruhrgebied.

## Geschiedenis
Tussen 1345 en 1354 werd een bijna vierkant torenhuis gebouwd, dat aan één kant door de Ruhr en aan de drie andere kanten door grachten werd beschermd. In 1354 werd Hendrik II van Hardenberg gedwongen de Heerlijkheid Hardenberg bij Neviges aan Gerard van Berg, de graaf van Berg, te verkopen. Hij verhuisde daarop met zijn gezin naar de Burg Hardenstein, wat een behoorlijke sociale neergang voor de familie betekende.
Door zijn huwelijk kwam in 1439 Robert Stael von Holstein in bezit van het kasteel. Hij liet een rechthoekige uitbreiding met twee ronde hoektorens aan de zuidkant bouwen. Ook ontstond rond die tijd een ommuurde voorburcht ten oosten van het hoofdgebouw.
In de zeventiende eeuw werd de familie Von Laer eigenaar van het kasteel. Vanaf toen werd het verpacht aan pachters die hun geld voornamelijk met bos- en mijnbouw verdienden. Sinds de achttiende eeuw wordt het kasteel niet meer bewoond en verviel het langzaam tot een ruïne. Toen in 1874 de Ruhrtalbahn aangelegd werd, werd over een gedeeltelijke afbraak nagedacht, maar het kasteel werd van de sloop gered.

## Sage van Goldemar
Over het kasteel wordt de volgende sage verteld. In de vijftiende eeuw was Heer Neveling van Hardenberg kasteelheer. Hij werd bijgestaan door de onzichtbare dwergenkoning Goldemar, die de Heer van raad voorzag en welstand over het kasteel bracht. Een nieuwsgierige keukenjongen wilde weten hoe de dwerg eruitzag. Hij strooide erwten en meel over de trap in de hoop dat Goldemar erover zou uitglijden en zijn muts, die hem onzichtbaar maakte, zou verliezen. Het plan van de keukenjongen slaagde, maar de dwergenkoning werd daarop zo boos dat hij de jongen aan stukken scheurde en in zijn torenkamer opat. De volgende dag was de dwerg verdwenen, maar niet voordat hij een vloek over het kasteel had gelegd, die er voor zorgde dat het geslacht Hardenberg uiteindelijk uitstierf.